# A1高速公路 (葡萄牙)

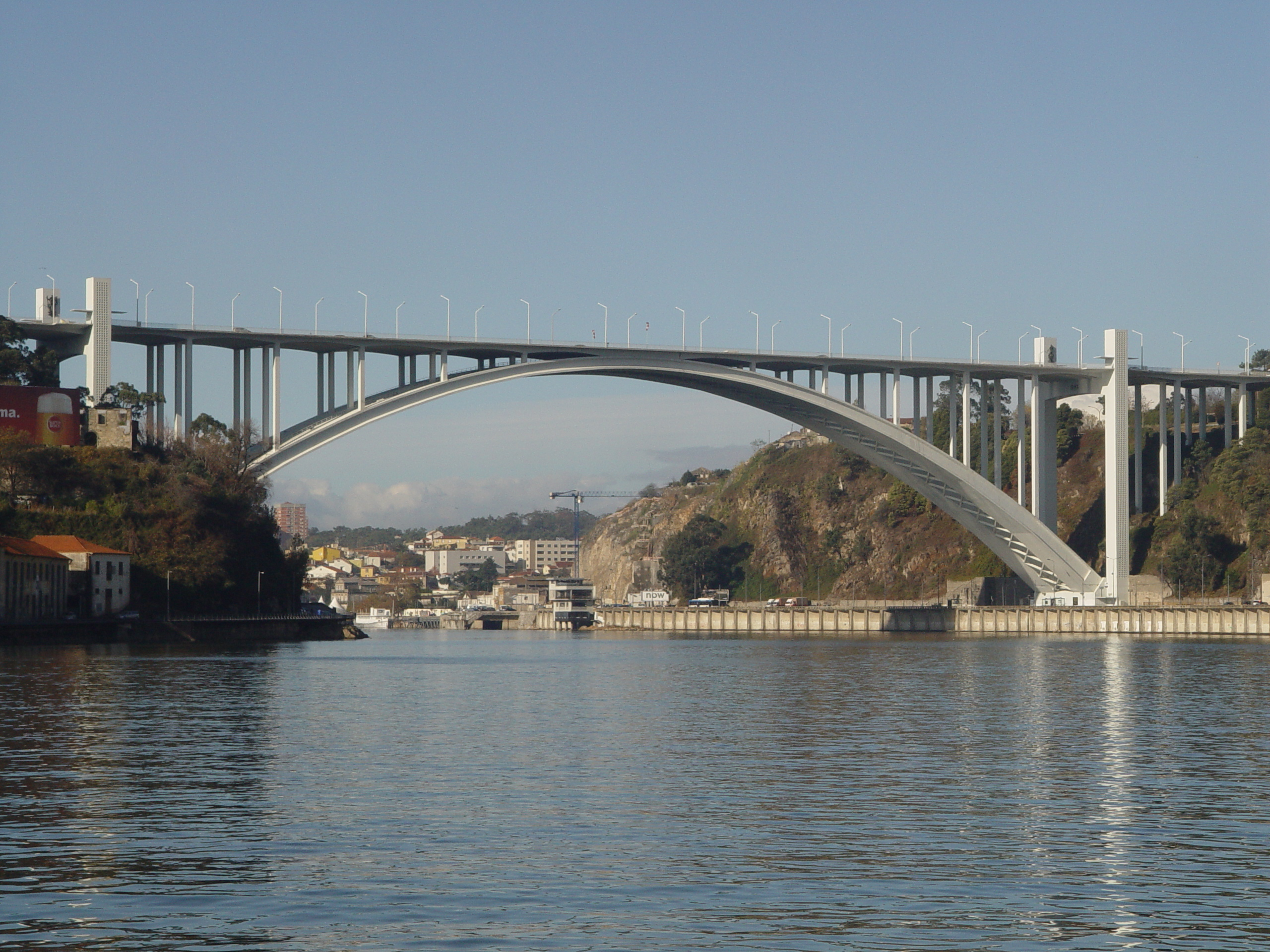
阿拉比達橋，公路的終點

A1高速公路（葡萄牙語：A1 Autoestrada），又稱北方高速公路（Auto-Estrada do Norte），是一條連接葡萄牙首都里斯本和北部最大城市波爾圖的高速公路，全長303公里，是該國最長的高速公路。
中間經過聖塔倫、萊里亞、科英布拉等重要城市，被視為葡萄牙高速公路的脊樑。設有廿六處交流道、七個服務站、兩個休憩區。
1961年里斯本至希拉自由鎮一段首先通車，1991年全段通車。全段是歐洲E1公路和歐洲E80公路的一部份。